# Helina penicillata
Helina penicillata este o specie de muște din genul Helina, familia Muscidae, descrisă de Fritz Isidore van Emden în anul 1951. Conform Catalogue of Life specia Helina penicillata nu are subspecii cunoscute.